# Ulica Akademicka w Białymstoku
Ulica Akademicka (przed wojną ulica Wersalska, w latach 1949–1956 Konstantego Rokossowskiego) – reprezentacyjna ulica Białegostoku. Rozciąga się od ulicy Legionowej do ulicy Świętojańskiej.
Od 2011 roku, na odcinku od ulicy Legionowej do ulicy Krasińskiego, obowiązuje droga jednokierunkowa z parkingami przy parku Planty.

## Historia
Pierwsza wzmianka o ulicy pochodzi z dokumentu (notarialnego) z 1886 roku, gdzie nazywała się jako ulica Sadowaja.
Po I wojnie światowej, konkretnie w 1919 roku, Tymczasowy Komitet Miejski zmienił nazwę ulicy na Wersalską. W połowie lat 30. XX wieku przemianowano na Mariana Zyndrama-Kościałkowskiego, najstarszy dokument pochodzi z 1935 roku.
W 1939 roku, po przejściowej okupacji III Rzeszę, Białystok został włączony do ZSRR, do obwodu białostockiego w Białoruskiej SRR. W 1940, w ramach sowietyzacji ulic, zmieniono nazwę ulicy na Moskiewską. Po agresji Niemiec na ZSRR w 1941 administracja niemiecka zmieniła na Am Schlosspark (Park Zamkowy).
Po II wojnie światowej powrócono do nazwy ulicy sprzed 1919 roku, aby w 1949 roku przejściowo (okres stalinizmu w Polsce) przemienić na cześć marszałka Polski i ZSRR, Konstantego Rokossowskiego.
Obecna nazwa ulicy obowiązuje od 1956 roku.

## Otoczenie
Przy ulicy Akademickiej znajdują się obiekty takie jak:
- Willa Prezydencka
- Plac Polskich Sił Zbrojnych na Zachodzie
- Bulwary Kościałkowskiego, część parku Planty
- Najwyższa Izba Kontroli – Delegatura w Białymstoku
- Mural „Wspinaczka woźnych”